# 関口街道
関口街道（かんこうかいどう）は中華人民共和国湖南省長沙市瀏陽市の街道。

## 行政区画
- 長興社区
- 水佳社区
- 占佳社区
- 升平村
- 金橋村
- 金口村
- 楊渓湖村
- 金湖村（2015年、金竜村、珠江村を母体に「金湖村」として発足。）
- 和田村（2015年、漿田村、福田村を母体に「和田村」として発足。）
- 炭棚村
- 渓江村（2015年、旧制渓江村、長渓村を母体に新制「渓江村」として発足。）
- 道源湖村（2015年、仙源村、新湖村を母体に「道源湖村」として発足。）

## 歴史
2015年、旧制関口街道、渓江郷を母体に新制「関口街道」が設置された。

## 経済

### 名物・特産品
- 蔬菜
- 水産業
- 苗木

## 地理
関口街道は瀏陽市の中部に位置し、北東は古港鎮と、南東は高坪鎮と、北西は淳口鎮と、南西は淮川街道・集里街道と、西は蕉渓鎮と、南は荷花街道とそれぞれ接している。
- ダム湖：泉塘水庫

## 教育
- 関口街道初級中学

## 交通

### 道路
- 瀏陽大道
- 道吾山東路
- 西北環線